# Biola
Biola statisztikai település az USA Kalifornia államában, Fresno megyében. Lakosainak száma 1427 fő (2020. április 1.).

## Népesség
A település népességének változása:

| 2010 | 1 623 |
| 2020 | 1 427 |